# Bettina Heiderhoff
Bettina Susanne Heiderhoff (* 1966 in Wuppertal) ist eine deutsche Rechtswissenschaftlerin und Professorin für Internationales Privat- und Verfahrensrecht und Bürgerliches Recht an der Universität Münster. 

## Leben
Von 1985 bis 1990 studierte Heiderhoff Rechtswissenschaften an den Universitäten Trier, Oxford, Regensburg und Utrecht (1990 erstes juristisches Staatsexamen/1994 zweites juristisches Staatsexamen). Ihre Promotion legte sie 1997 an der Universität Leipzig vor. 2003 habilitierte sie sich ebenfalls in Leipzig bei Ekkehard Becker-Eberhard zu „Grundstrukturen des nationalen und europäischen Verbraucherschutzrechts – insbesondere zu Reichweite europäischer Auslegung“. Von 2006 bis 2013 war sie Professorin für Bürgerliches Recht mit Schwerpunkt Erb- und Familienrecht sowie für europäisches Privatrecht an der Universität Hamburg. Seit 2013 hat Heiderhoff die Professur für Internationales Privat- und Verfahrensrecht und Bürgerliches Recht an der Universität Münster inne und ist Leiterin des Instituts für Deutsches und Internationales Familienrecht. Als Gastprofessorin verbrachte Heiderhoff mehrere Jahre an der Bilkent-Universität in Ankara, sowie 2014 an der New York University.
Ihre Forschungsschwerpunkte sind deutsches und internationales Familien- und Familienverfahrensrecht, internationales Zivilprozessrecht und EU-Privatrecht.

## Schriften (Auswahl)
- Die Berücksichtigung ausländischer Rechtshängigkeit in Ehescheidungsverfahren. Bielefeld 1998, ISBN 3-7694-0284-7.
- Grundstrukturen des nationalen und europäischen Verbrauchervertragsrechts. Insbesondere zur Reichweite europäischer Auslegung. München 2004, ISBN 3-935808-27-5.
- Europäisches Privatrecht. München 2012, ISBN 3-8114-9889-4.
- mit Frank Skamel: Zwangsvollstreckungsrecht. Heidelberg 2017, ISBN 3-8114-9564-X.
- Aktuelle Fragen zu Art. GG Artikel 6 GG: Flüchtlingsfamilien, Regenbogenfamilien, Patchworkfamilien – und das Kindergrundrecht. In: Neue Zeitschrift für Familienrecht. 2020, Jahrgang 7, Nummer 8, S. 320–326, ISSN 2198-2333.